# Tensei Shitara Dai Nana Ōji Datta no de, Kimama ni Majutsu o Kiwamemasu
Tensei Shitara Dai Nana Ōji Datta no de, Kimama ni Majutsu o Kiwamemasu (転生したら第七王子だったので、気ままに魔術を極めます lit. Me reencarné como el 7º Príncipe para poder tomarme mi tiempo para perfeccionar mi habilidad mágica?), también conocida como I Was Reincarnated as the 7th Prince so I Can Take My Time Perfecting My Magical Ability, es una serie de novelas ligeras japonesas escritas por Kenkyo na Circle e ilustradas por Meru. Se ha publicado en línea a través del sitio web de publicación de novelas generado por el usuario Shōsetsuka ni Narō desde octubre de 2019. Más tarde fue adquirido por Kōdansha, que ha lanzado seis volúmenes desde julio de 2020 bajo su sello Ranobe Bunko de Kōdansha.
Una adaptación al manga ilustrada por Yōsuke Kokuzawa se serializó en el sitio web y la aplicación Magazine Pocket de Kōdansha desde junio de 2020, con sus capítulos recopilados en once volúmenes tankōbon a partir de mayo de 2023. Una adaptación de la serie de televisión de anime producida por Tsumugi Akita Animation Lab se emitió de abril a junio de 2024. Una segunda temporada se estrenó en julio de 2025.

## Sinopsis
Un hechicero ordinario, carente de linaje y aptitud, encontró una muerte muda en un duelo, pero cuando despertó, se reencarnó como Lloyd, el séptimo príncipe del Reino de Saloum. En este entorno bendito, ahora puede aprender y dominar cualquier magia a voluntad, armado con el conocimiento y los recuerdos de su vida anterior. Como resultado, ahora puede disfrutar de una vida de habilidad y dominio de la magia inigualables, sin importarle lo que los demás piensen de él.

## Personajes
Lloyd de Saloum (ロイド=ディ=サルーム Roido di Sarūmu?)
 Seiyū: Makoto Koichi
Grim (グリモ Gurimo?)
 Seiyū: Fairouz Ai
Sylpha (シルファ Shirufa?)
 Seiyū: Lynn
Tao (タオ?)
 Seiyū: Akira Sekine
Ren (レン?)
 Seiyū: Rie Takahashi
Albert (アルベルト Aruberuto?)
 Seiyū: Shun Horie
Dian (ディアン?)
 Seiyū: Yūya Hirose
Alieze (アリーゼ Arīze?)
 Seiyū: Akane Kumada
Shiro (シロ?)
 Seiyū: Eriko Matsui

## Contenido de la obra

### Novela ligera
Tensei Shitara Dai Nana Ōji Datta no de, Kimama ni Majutsu o Kiwamemasu está escrito e ilustrado por toufu. La serie comenzó a publicarse en el sitio web de publicación de novelas generadas por los usuarios Shōsetsuka ni Narō el 31 de octubre de 2019. Posteriormente, Kōdansha adquirió la serie, quien comenzó a publicar las novelas con ilustraciones de Meru el 2 de julio de 2020, bajo su sello Kodansha Ranobe Bunko. A diciembre de 2022, se han lanzado seis volúmenes.

### Manga
Una adaptación de manga ilustrada por Yōsuke Kokuzawa comenzó a serializarse en el sitio web y la aplicación Magazine Pocket de Kōdansha el 27 de junio de 2020. Hasta mayo de 2023, se han lanzado once volúmenes de tankōbon. En América del Norte, Kodansha USA obtuvo la licencia del manga para su publicación digital en inglés. En noviembre de 2021, Kodansha USA anunció que la serie se lanzaría impresa en el otoño de 2022.

### Anime
El 5 de noviembre de 2022 se anunció una adaptación de serie de televisión de anime. Será producida por Tsumugi Akita Animation Lab y dirigida por Jin Tamamura, con música compuesta por R.O.N de Stereo Dive Foundation. La serie se estrenará el 2 de abril de 2024 en TV Tokyo y sus afiliados. Kaede Higuchi interpretará el tema de apertura "Kyunrious", mientras que Akane Kumada interpretará el tema de cierre "Happy no Hiketsu". Crunchyroll obtuvo la licencia de la serie fuera de Asia. Muse Communication obtuvo la licencia de la serie en el sudeste asiático y el sur de Asia.
Después de que se emitió el episodio final de la primera temporada, se anunció una segunda temporada. Su estreno está previsto para julio de 2025.